# Corale Casimiro Corradi
Verso la fine dell'Ottocento, a Sestri Ponente la musica era principalmente eseguita dalla Banda Cittadina, diretta dal Maestro Casimiro Corradi e da altri gruppi musicali minori. Non esisteva ancora un complesso vocale, se si escludono le cantorie parrocchiali. Il Maestro Vito Conte, che suonava il clarinetto nella Banda Cittadina, assieme ad alcuni appassionati del canto corale aveva fondato il 10 aprile 1899 la "Società Corale Sestrese", diventandone il primo Maestro. Dopo la morte di Casimiro Corradi, avvenuta il 17 novembre 1905, la Corale ne aveva assunto il nome, che tuttora mantiene. Conte, diventato vice Maestro della Banda Cittadina, nel 1907 aveva dovuto rassegnare le dimissioni dalla Corale, affidandone la direzione al Maestro Giuseppe Gorziglia il quale, nel giro di due anni, era riuscito ad ampliare il coro sino ad avere 70 elementi. Nel 1911 la Corale aveva partecipato al concorso Internazionale di Torino e, in seguito, ad altre manifestazioni musicali, ottenendo lusinghieri successi. Il più grande trionfo la Corale l'aveva ottenuto nel 1933, sotto la direzione del Maestro Alfio Biondi, vincendo il primo premio assoluto, medaglia d'oro e artistica coppa, al Concorso Nazionale di Chiavari. Passata indenne attraverso le vicende politiche e belliche del nostro Paese, la corale, con il Maestro Manlio Micheli, soltanto nel 1980 aveva ammesse le donne nel coro, permettendo di ampliare il repertorio con brani eseguiti assieme a validi solisti e voci femminili. Nel 1986 la Corale aveva preso parte al Concorso Internazionale di Tours - Francia e il 23 novembre si era esibita nel Kursaal di Berna, Svizzera, in onore dei nostri emigranti italiani. Il 20 maggio 1989 aveva partecipato all'opera Rigoletto, andata in scena al Teatro Sociale di Mantova, con repliche nel Teatro Manzoni di Monza. Nel 1992 il coro era stato ingaggiato nel Trovatore, sotto la direzione artistica del tenore Maestro Ottavio Garaventa. Nel 1995, aveva festeggiato il Centenario di fondazione e, con l'arrivo del giovane Maestro Francesco Mancuso, il coro era stato completamente ristrutturato, passando dal repertorio classico e operistico a quello polifonico.